# Heliconius clytia
Heliconius clytia är en fjärilsart som beskrevs av Pieter Cramer 1775. Heliconius clytia ingår i släktet Heliconius och familjen praktfjärilar. Inga underarter finns listade i Catalogue of Life.